# Azul (futebolista)
Joab Santos Albuquerque, ou apenas Azul (Cajazeiras, 21 de novembro de 1975) é um ex-futebolista brasileiro, que atuava como goleiro.
Ele nunca disputou uma partida oficial pelo Vasco, mas fez parte do elenco vascaíno campeão do Campeonato Carioca em 98. Revelado pelo Cajazeirense - time de sua terra natal -, o goleiro Azul chegou ao Vasco aos 20 anos e sequer teve uma oportunidade de atuar. Na época, Carlos Germano se consolidava cada vez mais como um dos maiores goleiros do Brasil e um ídolo da torcida cruzmaltina. Até no banco de reservas a disputa era grande, com Márcio e Caetano se revesando na condição de segundo goleiro. Com poucas chances na equipe, acabou sendo emprestado para clubes de menor expressão que mantinham uma parceria com o Gigante da Colina - caso do Olaria, que defendeu por 3 anos seguidos. Ao deixar o Rio de Janeiro, Azul passou pelo Treze-PB e o América-RN. Atualmente o ex-atleta disputa o torneio de Showbol 

## Títulos
Vasco da Gama
- Campeonato Carioca: 1998
- Taça Guanabara: 1998
- Taça Rio: 1998
- Campeonato Brasileiro: 1997
- Copa Libertadores da América: 1998

Treze
- Campeonato Paraibano: 2005 e 2006